# Рубеж (Жлобинский район)
Рубеж (бел. Рубеж) — упразднённый посёлок в Жлобинском районе Гомельской области Беларуси. Входил в состав Малевичского сельсовета.

## География

### Расположение
В 6 км на северо-запад от Жлобина, 3 км от железнодорожной станции Малевичи (на линии Жлобин — Бобруйск), 96 км от Гомеля.

## Транспортная сеть
Транспортные связи по просёлочной, а затем автомобильной дороге Бобруйск — Гомель. Застройка деревянная, усадебного типа.

## История
Основана в начале XX века переселенцами из соседних деревень. В 1909 году хутор, 25 десятин земли, в Луковской волости Рогачёвского уезда Могилёвской губернии. В 1931 году жители вступили в колхоз. Согласно переписи 1959 года в составе совхоза имени В. И. Козлова (центр — деревня Малевичи).
25 января 2015 года в состав Жлобина включены земли посёлка Рубеж Малевичского сельсовета Жлобинского района.
20 мая 2015 года упразднён посёлок Рубеж.

## Население

### Численность
- 2004 год — 8 хозяйств, 18 жителей.

### Динамика
- 1909 год — 1 двор, 13 жителей.
- 1925 год — 7 дворов.
- 1959 год — 30 жителей (согласно переписи).
- 2004 год — 8 хозяйств, 18 жителей.